# أبو بكر الأودني
أبو بكر محمد بن عبد الله بن محمد البخاري الأودني (ت 385هـ)، فقيه شافعي من أصحاب الوجوه المجتهدين، وإمام الشافعيين بما وراء النهر في عصره.
كان من أزهد الفقهاء وأورعهم، وأكثرهم اجتهاداً في العبادة، وأبكاهم على تقصيره، وأشدهم تواضعاً وإخباتاً وإنابةً.
قال إمام الحرمين في النهاية: كان الأودني يضن بالفقه على من لا يستحقه ولا يبديه.
وقد ورد ذكر الأودني في كتاب الوسيط كما تكرر ذكره في الروضة.

## وفاته
توفي الأودني ببخارى سنة خمس وثمانين وثلاثمائة (385هـ).